# Smagów
Smagów – wieś w Polsce położona w województwie mazowieckim, w powiecie przysuskim, w gminie Borkowice. Ma status sołectwa.
| SIMC    | Nazwa   | Rodzaj     |
| ------- | ------- | ---------- |
| 0615606 | Goworek | przysiółek |

Prywatna wieś szlachecka, położona była w drugiej połowie XVI wieku w powiecie radomskim województwa sandomierskiego. województwa radomskiego.
Urodził się tu Lucjan Tomasz Miketta.
Na początku XVI wieku wieś Szmagow była własnością Chlewickich herbu Odrowąż.
Wierni Kościoła rzymskokatolickiego należą do parafii Wniebowzięcia Najświętszej Maryi Panny w Rzucowie.